# Eddin Santiago
Eddin Santiago Cordero, detto Guayito (Bayamón, 14 dicembre 1979), è un allenatore di pallacanestro ed ex cestista portoricano.
È il fratello di Orlando Santiago.